# Shoguna feae
Shoguna feae es una especie de coleóptero de la familia Monotomidae.

## Distribución geográfica
Habita en Sumatra y Birmania.